# Cirebon
Cirebon (tidligere kaldet Cheribon på engelsk) er en havneby på den nordlige kyst af Indonesien med 341.235 (2022) indbyggere.